# Sliedrecht Sport
O Sliedrecht Sport é um clube de voleibol indoor e outdoor neerlandês fundado em 1956, que possui atualmente um time profissional feminino

## História
O Sliedrecht Sport é um dos principais clubes de voleibol do país, cuja fundação deu-se no ano de 1956, o número de membros varia entre 600 e 700 membros, desenvolve o voleibol de quadra e o vôlei de praia, na variante masculina e feminina, premiado nos anos de 2003, 2005, 2016, 2017 e 2018 pelo melhor centro de formação de jovens do cenário nacional..

## Títulos

### Voleibol feminino
Campeonato Neerlandês: 5
- Campeão:2011-12[1],2012-13[1],2013-14[1], 2016-17[1] e 2017-18[1]
- Vice-campeão:2013-14[1]
- Terceiro posto:2007-08[1], 2014-15[1], 2015-16[1]
- Quarto posto:2009-10[1]

Copa dos Países Baixos: 3
- Campeão:2011-12[1], 2014-15[1], 2017-18[1]
- Vice-campeão:2000-01[1],2001-02[1], 2007-08[1],2012-13[1], 2016-17[1]
- Terceiro posto:2007-08[1], 2014-15[1], 2015-16[1]

 Supercopa Neerlandesa: 3
- Campeão:2013-14[1],2017-18[1], 2018-19[1]
- Vice-campeão:2012-13[1], 2015-16[1]

### Competições Internacionais
- CEV Champions League: 0